# ボーダー・コリー
ボーダー・コリー（Border Collie）は、イギリス原産の牧羊犬種である。「ボーダー」の名称は、原産地がイングランドとスコットランド、イングランドとウェールズの国境（ボーダー）地域であることに由来する。
ブリティッシュコロンビア大学の研究によると全犬種で最も知能が高いとされる犬種である。

## 概要
牧羊犬として世界でもっとも使われている犬種と言われている。オーストラリアやニュージーランドでは牧羊が国の主要な産業となっており、当犬種は多大な貢献をしている。運動・訓練性能の良さを買われて、アジリティ、ディスクドッグ競技、フライボール、ドッグダンスなどの様々なドッグスポーツを一緒に楽しめる犬種でもある。ショー・ドッグや家庭犬としても認知が進んでいる。
“ボーダー”とは国境という意味で、イングランドから見るとスコットランドは辺境にあたるため“辺境の牧羊犬”という意味になる。

## 歴史
8世紀後半から11世紀にかけて、ヴァイキングがスカンディナヴィア半島からイギリスへ持ち込んだトナカイ用の牧畜犬が、ボーダー・コリーのルーツになったと考えられている。
その後、土着の牧羊犬やラフ・コリーと交雑しつつ、牧羊犬として、イギリスの羊毛生産を支える重要な役割を果たした。一部はオーストラリアやニュージーランドに持ち込まれ、イギリスと同じく牧羊犬に用いられた。
19世紀中頃からラフ・コリーは選択交配が行われ1886年頃には現在の大きさとなり、華やかなショー・ドッグの道を歩んだ。それとは対照的にボーダー・コリーやビアデッド・コリーは生粋の牧羊犬として牧場で使役され続けた。作業能力のみを重視した繁殖よって本種の使役価値は高まり、ショー・ドックとなったラフ・コリーの分まで使役されるようになった。
牧羊犬としての作業能力が最重視されたボーダー・コリーは、外観やサイズの統一性に欠け、畜犬団体の公認は遅れた。本国イギリスのケネルクラブによる公認は1976年に、国際畜犬連盟（FCI）の公認は1987年になってからである。

## 特徴
- 中型犬
- 稀に、背中に天使の羽根の形をした白い毛が生えている個体がいる
- 従順、機敏、利口。特に運動性能の良さや性格の活発さから、その様は「ハイパーアクティブ（超活動的）」と言われる。犬の中では知能がもっとも高いとも言われている[3]
- 耳は高く位置し、物音に敏感に反応する立耳もしくは半立耳になっており眼は離れていて卵型。口吻は先細でやや鈍角。噛み合わせはシザース・バイト
- 体高：オス53 cm、メス53 cmより少しだけ低い[1]
- 体長：オスもメスも体高より少し長い
- 体重：14 - 22 kg
近年では12kg～14kg未満の個体も増えている。ミニボーダーコリーという俗称で呼ばれている。
- 毛色・毛質
ブラックアンドホワイトが基本であるが、レッド、チョコレート、ブルー、ブルーマール、セーブル他と多種多様である。有色部分が体の50 %以上を占める。アイリッシュスポット（四肢先端部、ネックおよび頭部の白い部分）があり、その部分にぶち模様が入ることもある。毛質は長毛のダブルコート（ラフコート）が基本であるが短毛（スムースコート）もある。ストレートの個体もややうねったカールの毛を持つものもいる。
- 寿命：12 - 15歳（ただし飼育環境や個体差、遺伝などによって差がある）

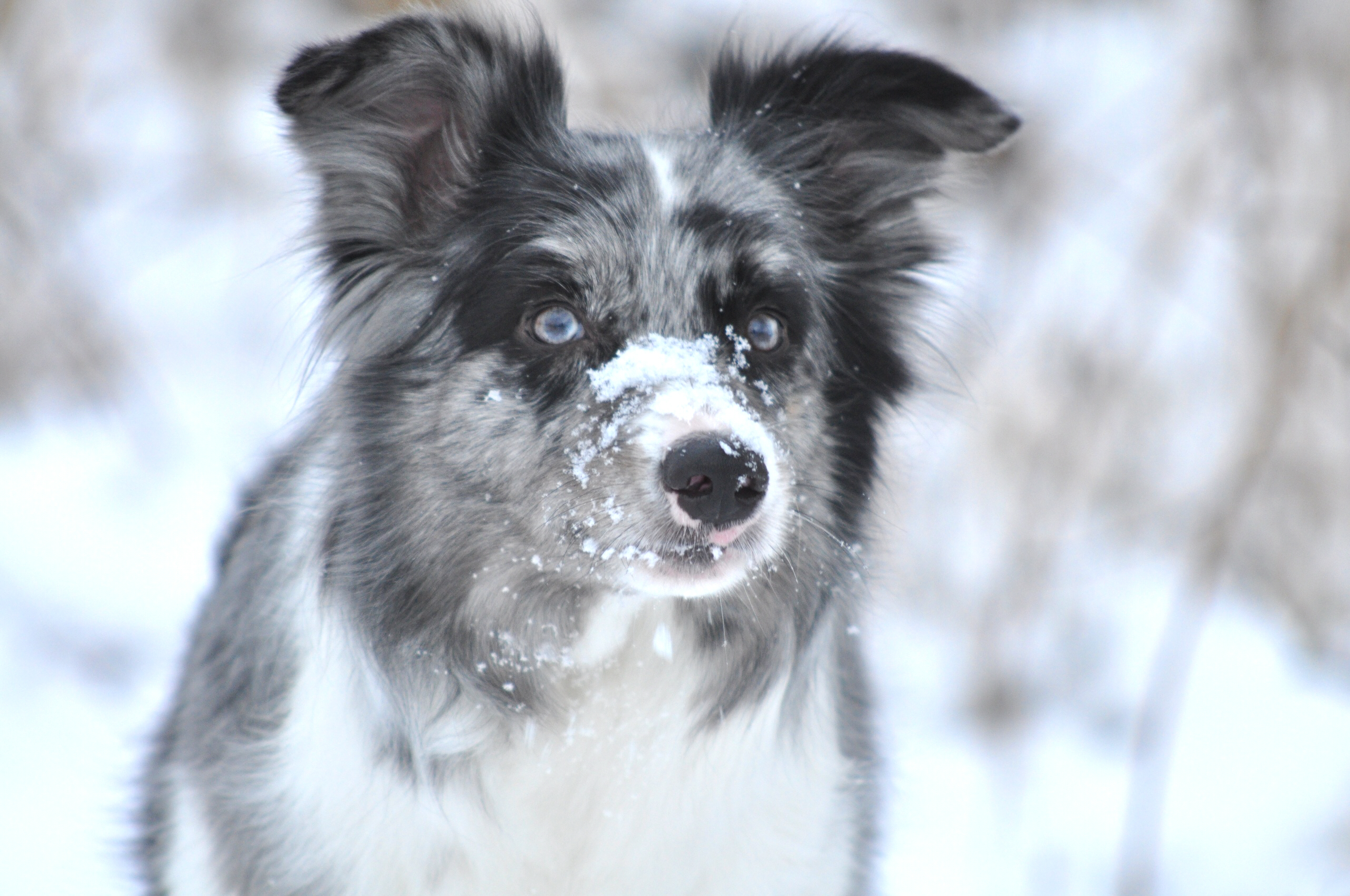
ブルーメルル

## 遺伝性疾患
ボーダー・コリーに認められる好発遺伝性疾患。
股関節形成不全、肘関節異形性、セロイドリポフスチン症（CL病）、グレーコリー症候群、コリーアイ異常（CEA）、停留睾丸など。
セロイドリポフスチン症（CL病）は発症すれば死に至る病気である。クリア（遺伝子を持たない）、キャリア（遺伝子を持つが発症しない）、発症の3種類が犬に負担をかけないDNA検査（口腔内をブラシでこすり唾液を採取する）で判明し、クリア同士の交配で確実に無くしていける疾患であるため、繁殖前の検査、キャリアおよび発症と判明した犬を繁殖しないことが、これからの健康なボーダー・コリーを保守するために強く求められる。
股関節形成不全、肘関節異形性は本犬種に頻発する。ほとんどが遺伝性によるものであり、若干が飼育環境や若年齢での過度な運動により発症する。これら2つはJAHDでの診断結果（グレード）がJKCの血統証明書に希望すれば記載される。
検査方法・検査機関は外部リンクを参照。

## コリー系犬種に共通する飼育上の注意
- 本犬種に限らず、ラフ・コリー、シェットランド・シープドッグ、ビアデッド・コリーなど(以下、コリー系犬種)は主にフィラリアの予防薬として使われるイベルメクチンの使用が危険とされる。フィラリアの予防薬程度の投与なら問題ないという説もあるが、可能性を重視するならばフィラリアの予防薬の薬剤名（商品名ではない）を獣医師に確認すること。
- 激しい作業に耐えられる体力を有するため、長時間の運動が要求される。
- 知能も高いため陰日向やずる、悪知恵を教えたらすぐにバレてしまうので家族全員が一貫した態度で根気よくしつけること。
- 換毛期はコームで無駄毛をよく取り除いておかないと、皮膚病になる可能性がある。

## その他
- イギリス、オーストラリア、ニュージーランドでは、牧羊犬の働きを競技として体系化したシープドッグトライアルが盛んに行われており、一部はメディアで放送されている。出場犬種のほとんどがボーダーコリーである。
- 日本では2007年（平成19年）10月23日、全てのボーダーコリーが幸せになる事を目的とした、非営利のネットワークボランティア団体「ボーダーコリーレスキューネットワーク」設立、詳細に関しては外部リンクを参照のこと。